# Tristan (papillon)
Pour les articles homonymes, voir Tristan.
Aphantopus hyperantus
Espèce
Statut de conservation UICN

 LC  : Préoccupation mineure
Le Tristan, Aphantopus hyperantus, est une espèce de lépidoptères (papillons) appartenant à la famille des Nymphalidae, à la sous-famille des  Satyrinae, à la tribu des Satyrini et au genre Aphantopus dont il est le seul représentant en Europe.
Ce papillon a fait l'objet d'études sur ses déplacements, qui ont conclu qu'il avait besoin de corridors écologiques spécifiques.

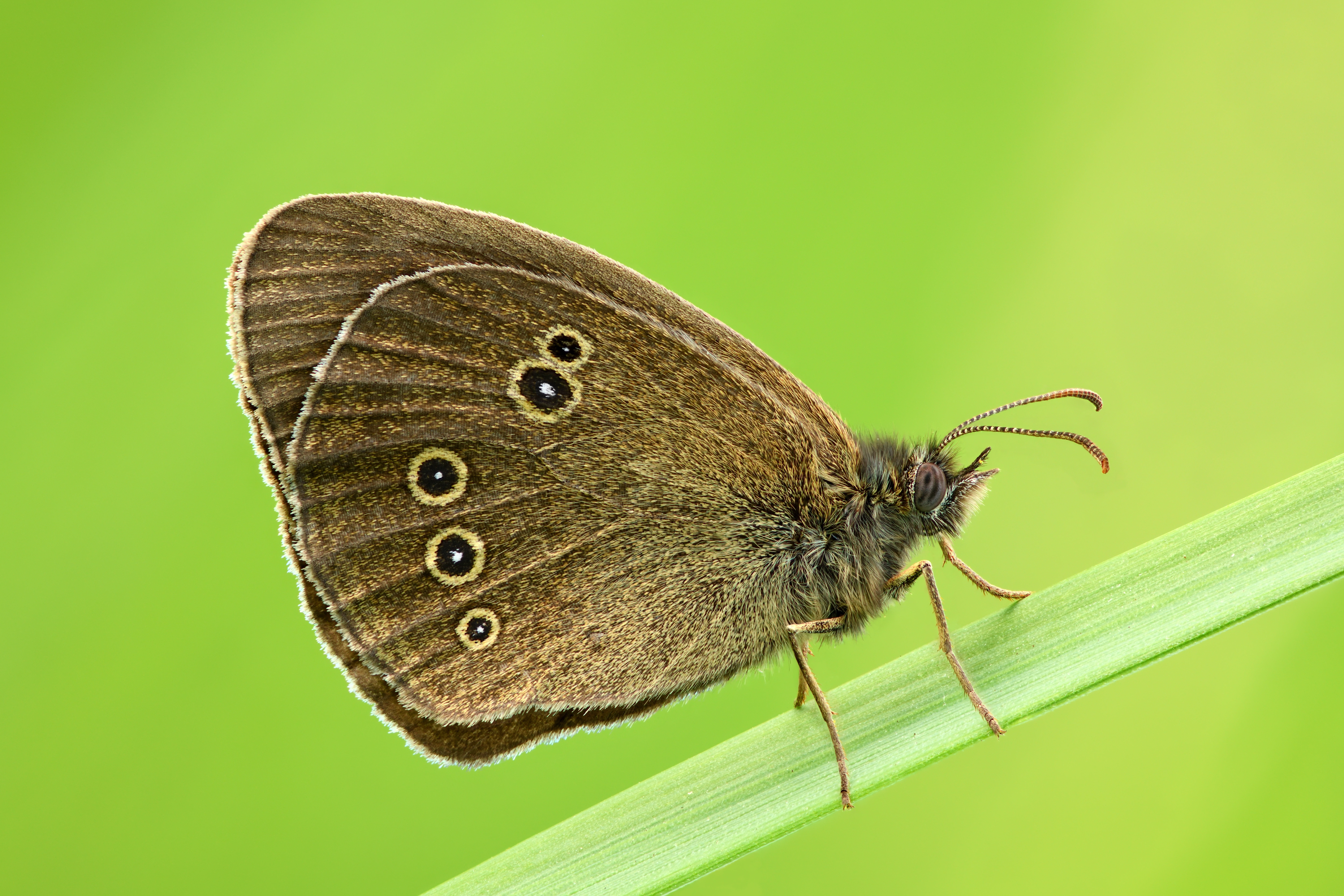
Revers du Tristan

## Dénomination
Aphantopus hyperantus (Linnaeus, 1758)

### Noms vernaculaires
Il se nomme Ringlet en anglais et Brauner Waldvogel en allemand (littéralement « papillon brun des bois »).

## Description
Le Tristan est brun avec un certain dimorphisme sexuel : recto brun fuligineux chez la femelle, plus foncé, parfois presque noir, chez le mâle. Des petits ocelles noirs apparaissent plus ou moins au recto, ils sont parfois absents chez le mâle, mais des ocelles noirs cernés de jaune et pupillés de blanc en nombre variable ressortent bien au verso. Ces ocelles ont probablement un rôle contre la prédation.
Ce papillon est petit à moyen avec une envergure de 40 à 45 mm.

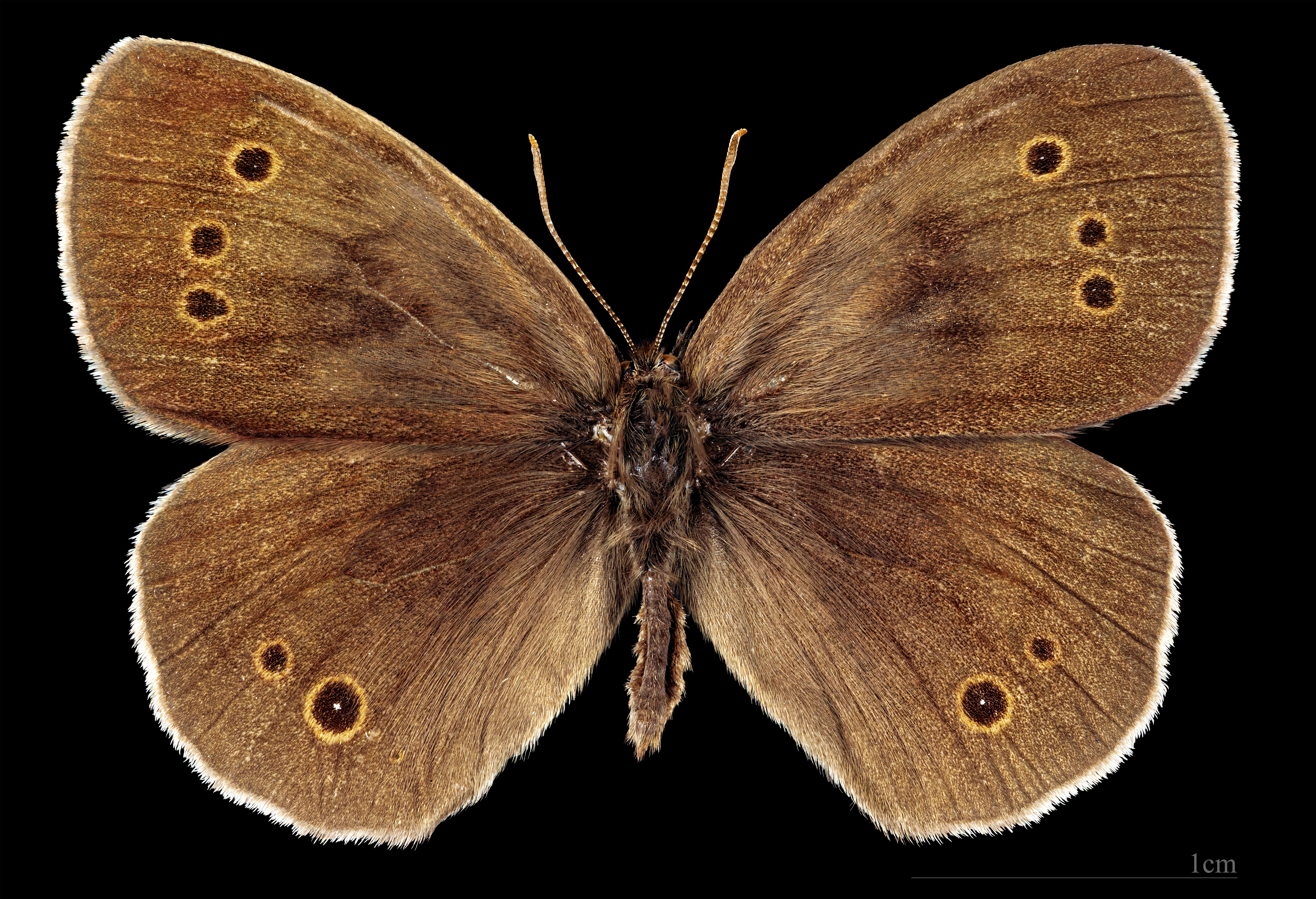
♂  MHNT
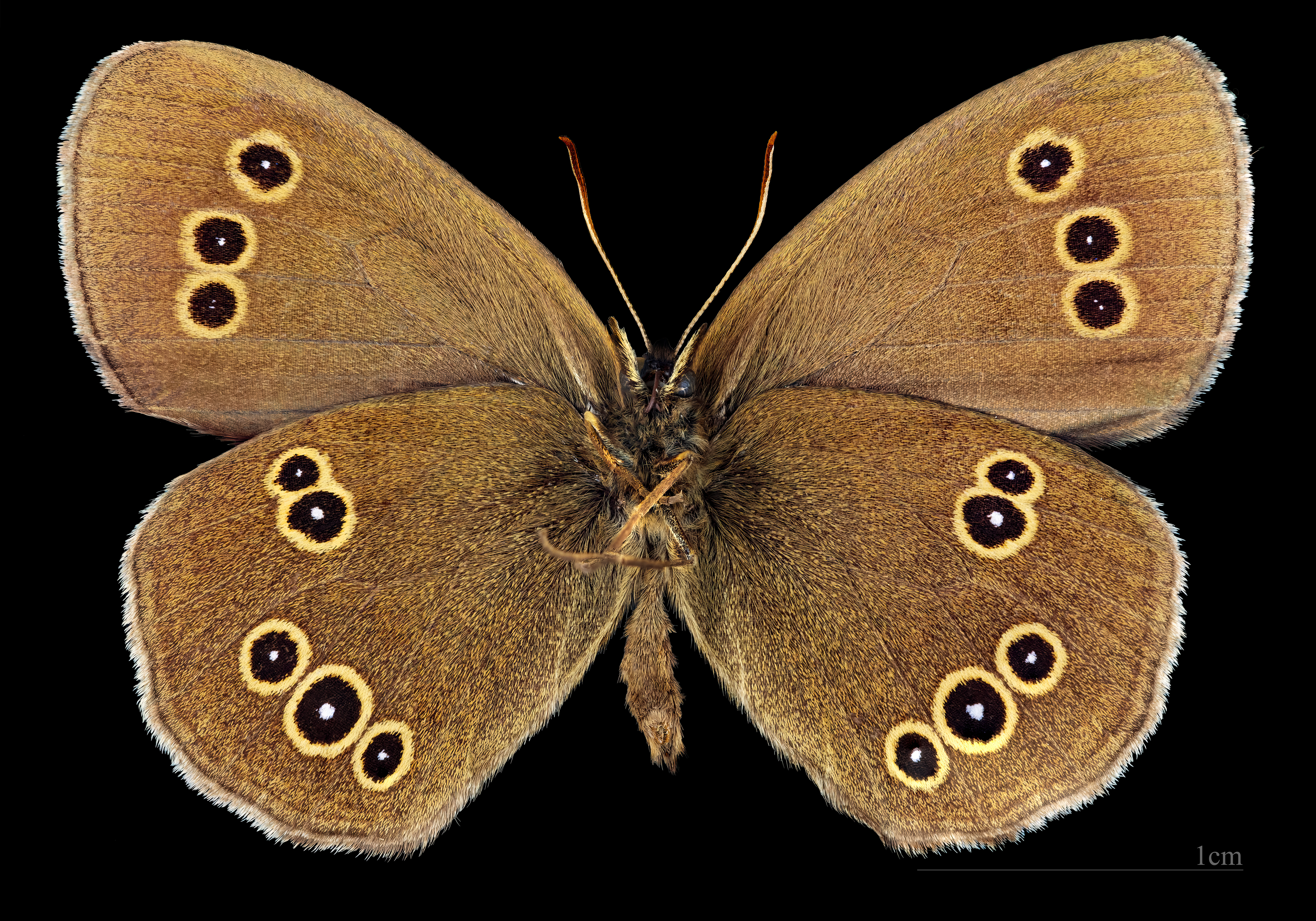
♂ △

### Chenille

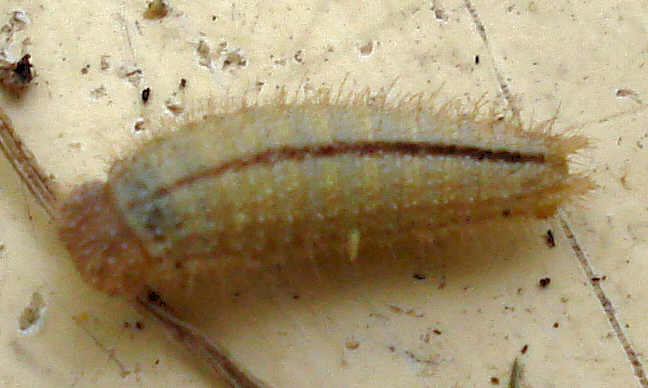
Chenille de Tristan

La chenille est de couleur crème avec des raies plus ou moins brunes. Elle hiverne puis termine sa croissance au printemps.

### Chrysalide
La chrysalide du Tristan est de couleur brun rosâtre.

## Biologie

### Période de vol et hibernation
La période de vol des adultes va de début juin à fin août.

### Plantes hôtes
- Des poacées telles que celles des genres Poa (Pâturin des prés Poa pratensis et Poa nemoralis), Milium (Milium effusum); Agrostide commune (Agrostis capillaris),  Chiendent officinal (Agropyron repens), Houlque molle (Holcus mollis) et Houlque laineuse (Holcus lanatus), Canche cespiteuse (Deschampsia cespitosa), Molinie bleue (Molinia caerulea), Avoine élevée (Arrhenatherum elatius), Brachypodium sylvaticum et Brachypodium pinnatum, Fléole des prés (Phleum pratense), Dactyle pelotonné (Dactylis glomerata), Fétuque rouge (Festuca rubra), Bromus erectus, Brome mou (Bromus hordeaceus), Cynosurus cristatus, Calamagrostis commun ou Roseau des bois (Calamagrostis epigejos) ;
- des cypéracées : des Carex : Carex hirta, Carex strigosa, Carex brizoides, Carex panicea, Laîche des bois (Carex sylvatica) ;
- plus rarement des joncacées : des Joncs.

La chenille du Tristan se nourrit préférentiellement de graminées parasitées par des champignons endophytes contenant des alcaloïdes pyrrolizidiniques qui, en plus d'être toxiques, ont également des propriétés antibactériennes. Ainsi, en plus d'offrir une protection contre les prédateurs, ces substances chimiques pourraient également renforcer la résistance de la chenille et du papillon aux maladies bactériennes.

## Écologie et distribution

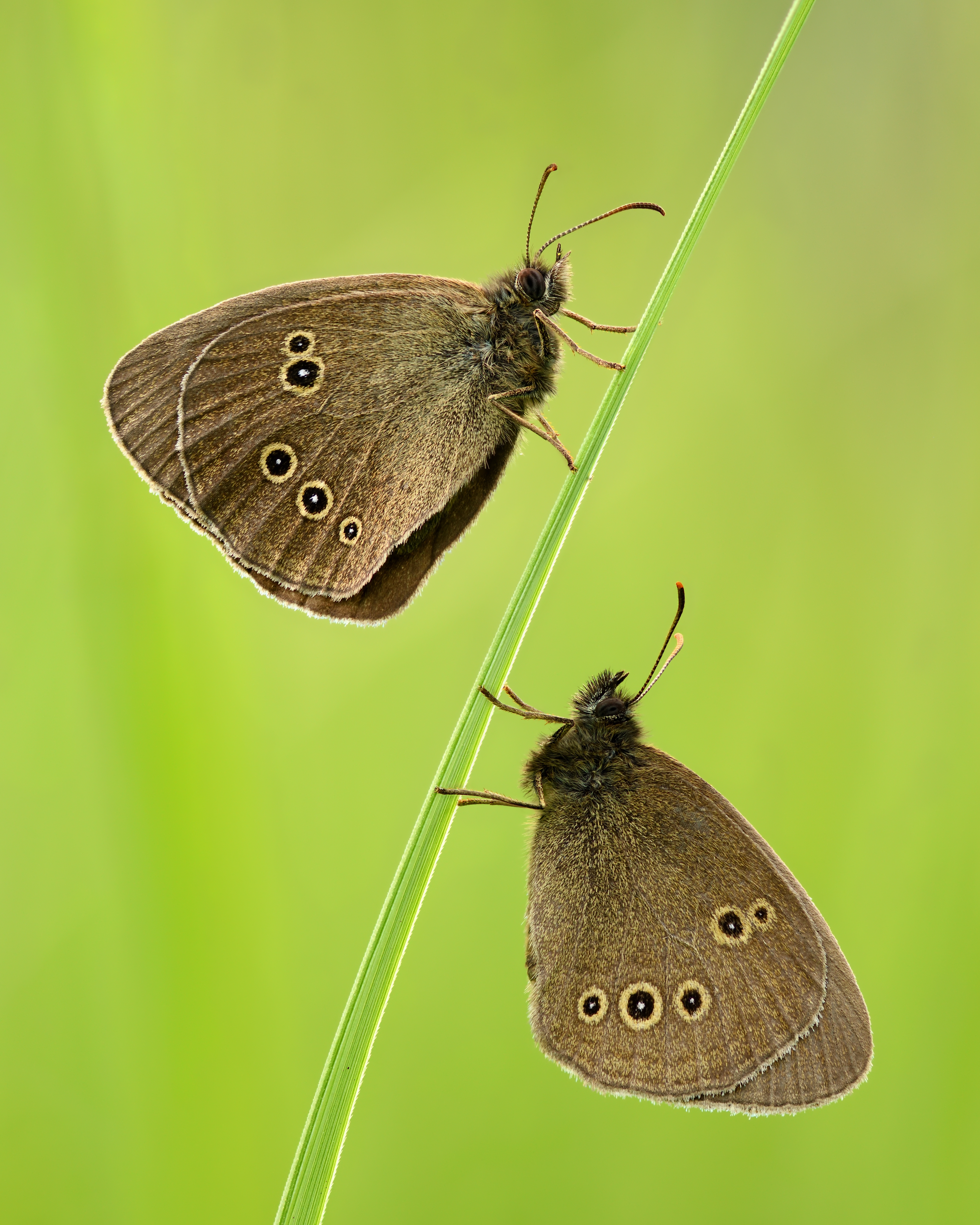
Aphantopus hyperantus

Le Tristan est un papillon des forêts tempérées humides matures, où il volette dans les taches de lumière ou au coucher du soleil, dans les clairières ou milieux assimilables (bocage dense, milieux ouverts de parcs boisés...). Il apprécie les fleurs des ronciers où on le voit souvent butiner. Il est un des rares papillons de jour à voler par temps couvert et même par pluie fine.
Il vole souvent avec le Myrtil (Maniola jurtina) dont les ailes sont d'une couleur proche de celles du Tristan.
On le trouve jusqu'à 1 600 mètres d'altitude.
Il peut être confondu avec le Moiré piémontais de couleur plus claire.

### Biotope
Il a (ou il avait) une large aire de répartition : de l'ouest de l'Europe jusqu'au Japon, à l'exception de l'extrême nord du continent, des régions de climat méditerranéen (on le trouve néanmoins dans le Nord de l'Espagne et dans le Nord de la Grèce). Il est absent du sud de l'Asie.

Ses habitats favoris sont les bocages, landes, clairières, mais ces habitats sont en recul en raison de la diminution de ces surfaces ou à cause des trouées créées par la gestion en taillis. Il serait néanmoins localement encore assez répandu en Europe centrale.
En France métropolitaine où il était présent sur tout le territoire, il n'a pas été inventorié dans de nombreux départements depuis plusieurs années, ce qui signe une importante régression de l'espèce,.

### Protection
Il n'a pas de statut de protection particulier.